# 波爾奈寧

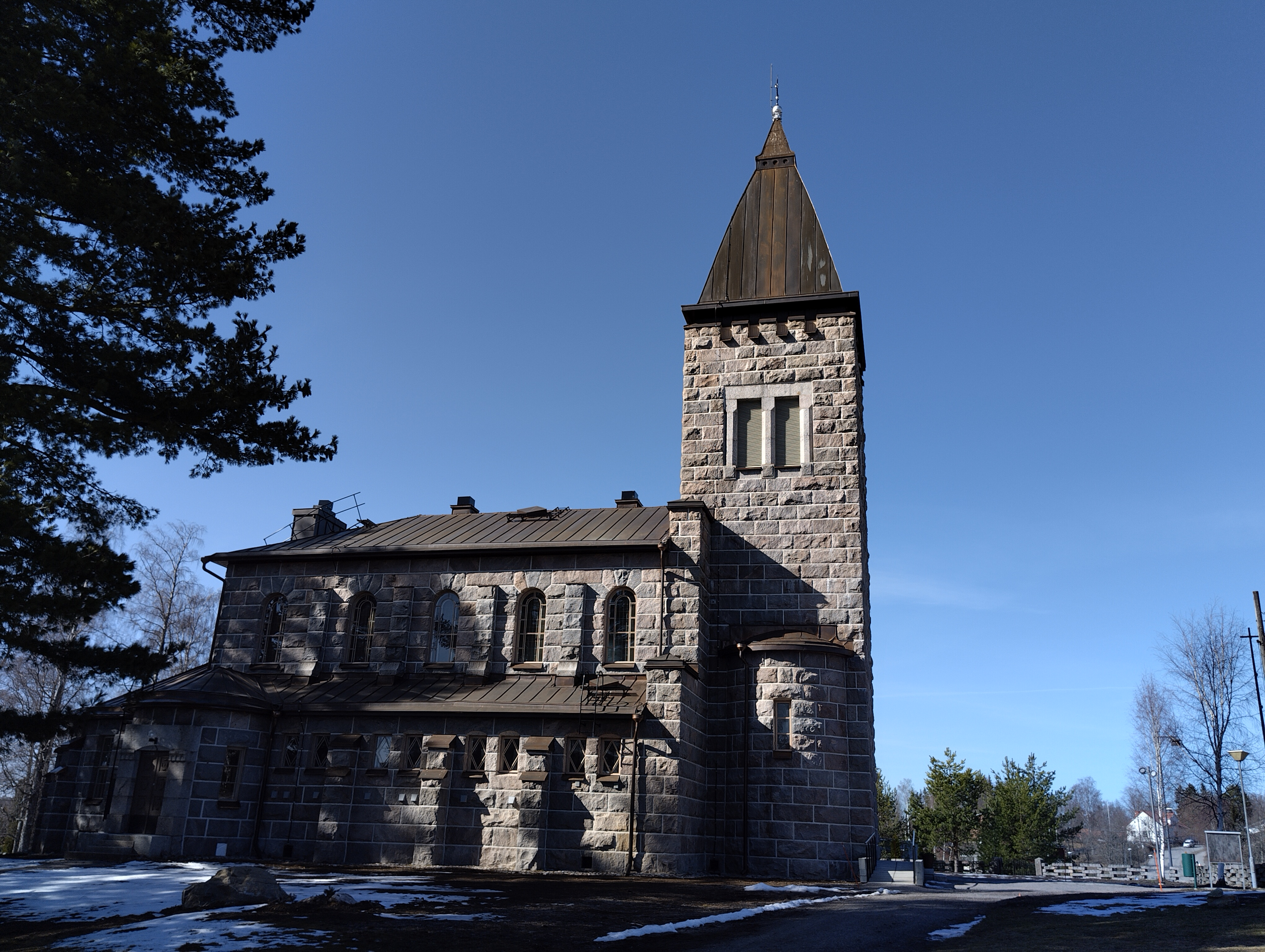
波爾奈寧教堂

波爾奈寧（芬蘭語：Pornainen）是芬蘭新地區的市鎮，位於該國南部，距離首都赫爾辛基40公里，始建於1869年，面積150平方公里，2013年人口5,131，人口密度為每平方公里35.02人。

## 外部連結
- 波爾奈寧市镇官方网站 （页面存档备份，存于） （文）